# Baron Ravensdale

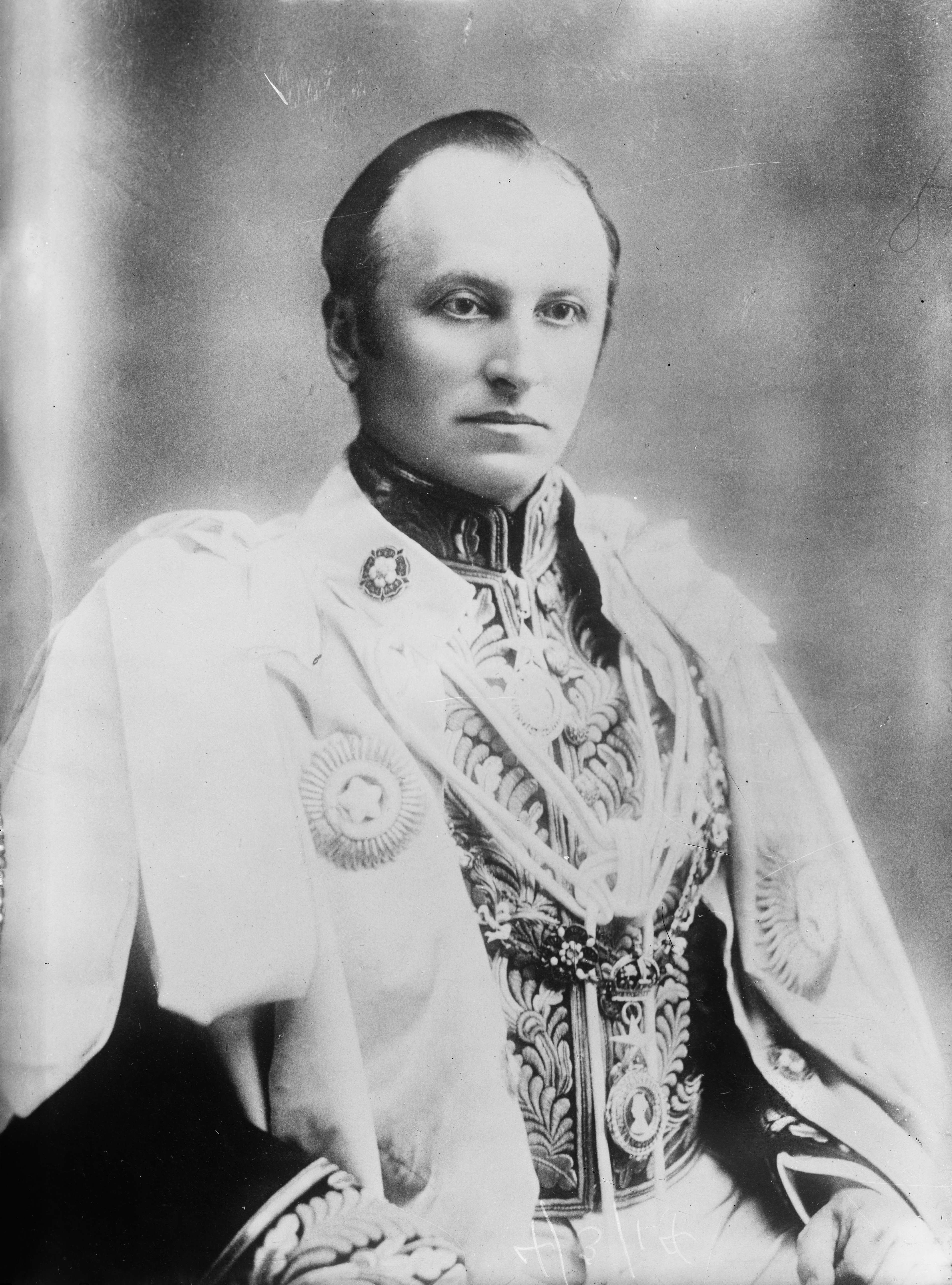
George Curzon, 1. Marquess Curzon of Kedleston, 1. Baron Ravensdale

Baron Ravensdale, of Ravensdale in the County of Derby, ist ein erblicher britischer Adelstitel in der Peerage of the United Kingdom.

## Verleihung
Der Titel wurde am 2. November 1911 für den konservativen Politiker und früheren Vizekönig von Indien George Curzon, 1. Baron Curzon geschaffen. Dieser wurde gleichzeitig zum Earl Curzon of Kedleston und Viscount Scarsdale und zehn Jahre später, am 28. Juni 1921, dann zum Marquess Curzon of Kedleston erhoben. 
Da Curzon keine männlichen Abkömmlinge jedoch drei Töchter hatte, erhielt der Titel Baron Ravensdale den besonderen Vermerk, dass er auch auf Curzons Töchter und deren männliche Abkömmlinge übergehen könne. Er ging dann bei seinem Tod auf die älteste Tochter Mary Irene über, sodann auf den Sohn der zweiten Tochter und wird heute von dessen Enkel getragen.
Die 2. Baroness wurde 1958 wegen ihrer karitativen Verdienste als Baroness Ravensdale of Kedleston, of Kedleston in the County of Derby, zur Life Peeress erhoben. Hierdurch erhielt sie einen Sitz im House of Lords, was den Trägerinnen von erblichen Titeln erst ab dem Peerage Act 1963 möglich war.
Der 3. Baron erbte 1980 von seinem Vater Sir Oswald Mosley, 6. Baronet auch den seither nachgeordneten Titel Baronet, of Ancoats in the County of Lancaster, geerbt, der 1781 in der Baronetage of Great Britain verliehen worden war.

## Liste der Barone Ravensdale (1911)
- George Curzon, 1. Marquess Curzon of Kedleston, 1. Baron Ravensdale (1859–1925)
- Mary Irene Curzon, 2. Baroness Ravensdale (1896–1966)
- Nicholas Mosley, 3. Baron Ravensdale (1923–2017)
- Daniel Mosley, 4. Baron Ravensdale (* 1982)

Titelerbe (Heir Presumptive) ist der Bruder des aktuellen Titelinhabers, Matthew Mosley (* 1985).